# Arius nakrapiany
Arius nakrapiany (Arius maculatus) – gatunek ryby sumokształtnej z rodziny ariusowatych (Ariidae).

## Występowanie
Wybrzeże Indii, Pakistanu, Bangladeszu, Sri Lanki, Birmy, Półwyspu Indochińskiego oraz Archipelag Malajski po Morze Arafura.
Żyje w wodach przybrzeżnych, ujściach rzek oraz ich przyujściowych odcinkach na głębokości do 100 m. Czasem tworzy ławice.

## Cechy morfologiczne
Dorasta do 80 cm długości (średnio 30 cm). Na czole występują lekkie bruzdy, przez jego środek biegnie głęboki i długi rowek. W płetwie grzbietowej 1 kolec i 7 miękkich promieni, w płetwie odbytowej 16–30 promieni. W płetwach piersiowych 1 kolec, w płetwach brzusznych 6 miękkich promieni.

## Odżywianie
Żywi się bezkręgowcami i małymi rybami.

## Rozród
W okolicach Bombaju w Indiach trze się od I do IV, w okolicach stanu Karnataka zaś trze się we IX–X.
Samce inkubują ikrę w pysku nie pobierając w tym czasie pokarmu, choć zdarza się, że połykają jedno lub dwa jaja w celu podtrzymania podstawowej przemiany materii. Ikra ma kształt kulisty. Embriony w jajku mają tępy pysk, pigment zagęszczony na granicy między głową a ciałem. Pod mikroskopem widoczne jest bicie serca embrionu, ponad żółtkiem widoczne naczynia krwionośne.

## Znaczenie
Poławiany gospodarczo głównie w pułapki umocowane na bambusowych palach. Sprzedawany świeży. Pęcherze pławne eksportowane i używane w przemyśle winiarskim jako klej rybi. Kolce w płetwie grzbietowej i płetwach piersiowych zawierają silnie trujący jad, który może być niebezpieczny dla człowieka.